# جاناتان اوسان
جاناتان اوسان (انگلیسی: Jonathan Osan؛ زادهٔ ۵ دسامبر ۱۹۹۶) بازیکن فوتبال است.